# Region West Midlands
| West Midlands                  | West Midlands                      |
| ------------------------------ | ---------------------------------- |
| Karte                          |                                    |
| Geografie                      |                                    |
| Fläche                         | 13.004 km²                         |
| Verwaltungssitz                | Birmingham                         |
| Demografie                     |                                    |
| Bevölkerung Bevölkerungsdichte | 5.642.569 (2012) 434 Einwohner/km² |

Die Region West Midlands ist eine der neun Regionen Englands und besteht aus dem größten Teil der westlichen Midlands.

## Verwaltungsgliederung
Verwaltungssitz der Region ist Birmingham (auf nachfolgender Karte 7a).
| Die Region besteht aus den Countys - Staffordshire (4) - Warwickshire (6) - Worcestershire (8) dem Metropolitan County West Midlands (7) und den Unitary Authorities - Herefordshire (1) - Shropshire (2) - Stoke-on-Trent (5) - Telford and Wrekin (3) |

## Wirtschaft
Im Vergleich mit dem BIP der EU ausgedrückt in Kaufkraftstandards erreicht die Region einen Index von 88 (EU-28=100) (2015).